# ジングル・ベル・ロック
「ジングル・ベル・ロック」（Jingle Bell Rock）は、1957年に最初にリリースされたアメリカの歌手ボビー・ヘルムズの楽曲。リリース以降もクリスマスの時期になると頻繁にラジオで放送され、クリスマスの定番曲として親しまれている。

## 概要
この曲はジョセフ・カールトン・ビールとジェームス・ロス・ブースによって作曲されたとされているが、ヘルムズとこの曲のギタリストであるハンク・ガーランドは亡くなるまで自分たちが作曲したと主張していた。

## ヘルムズの録音

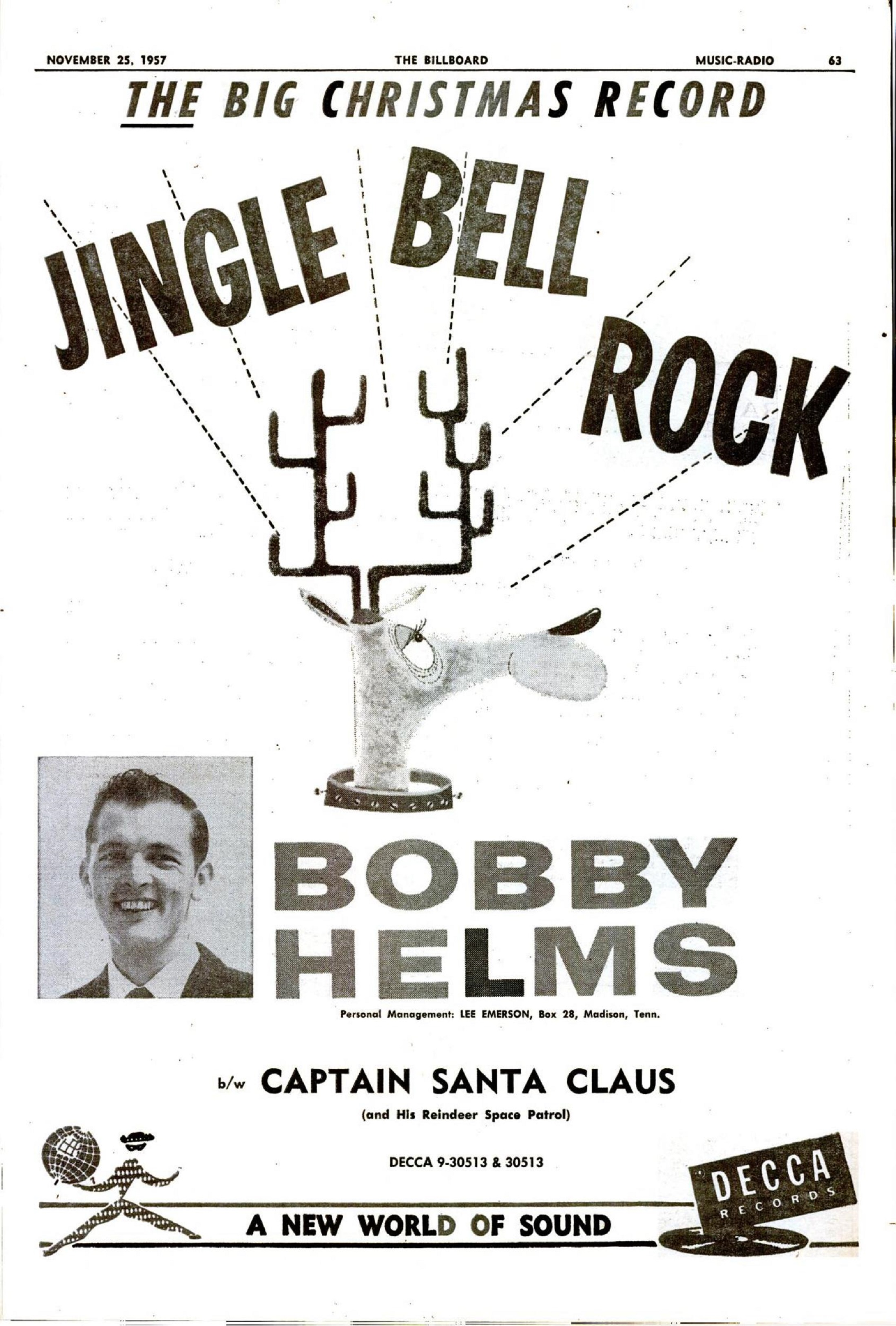
1957年、ビルボード誌による「ジングル・ベル・ロック」の広告

この曲には様々なミュージシャンの録音が存在するが、最も知られているのはヘルムズの録音である。タイトルと歌詞はジングルベルを拡張したもので、「ロック・アラウンド・ザ・クロック」など1950年代の他のヒットにも言及している。
ヘルムズのオリジナル版の録音は1957年10月にデッカからリリースされ、1965年と67年にも再録音盤をリリースしている。1970年には「ジングル・ベル・ロック」というアルバムをリリース、その後Ashley AS-4200として製作年不明の録音と1983年に最後の再録音版をリリースした。
バックボーカルはアニタ・カー合唱団が担当している。

## ホール・アンド・オーツの録音
ダリル・ホール&ジョン・オーツは1983年にこの曲をシングルとしてリリースした。ミュージックビデオは二つ存在し、一つはダリル・ホール、もう一つはジョン・オーツのものである。2011年にビルボードのHoliday 100にて24位に達した。

## その他のカバー
ブレンダ・リーはアルバム「メリー・クリスマス・フロム・ブレンダ・リー」のためにこの曲を1964年に録音した。
チャビー・チェッカーとボビー・ライデルは1961年12月にこの曲のカバーバージョンをリリースし、 Billboard Hot 100で21位、カナダで3位、全英シングルチャートで40位に達した。
リンジー・ローハンは2022年のNetflixの映画「フォーリング・フォー・クリスマス」内でこの曲をカバーした。